# Sale di Bunte

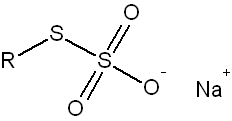
Struttura chimica generica di un sale di Bunte.

Nella chimica dell'organosulfuro, un sale di Bunte è un nome arcaico per quei sali aventi formula RSSO3–Na+. Sono anche chiamati S-alchiltiosolfati o S-ariltiosolfati. Questi composti sono tipicamente derivati dall'alchilazione sullo zolfo pendente del tiosolfato di sodio:
{\displaystyle {\ce {RX\ +\ Na2S2O3->Na[O3S2R]\ +\ NaX}}}
Sono stati usati come intermedi nella sintesi dei tioli. Sono anche usati per generare disolfuri asimmetrici:
{\displaystyle \mathrm {Na[O_{3}S_{2}R]+NaSR'\to RSSR'+Na_{2}SO_{3}} }
Secondo la cristallografia a raggi X, adottano la struttura prevista con un atomo di zolfo(VI) tetraedrico, un legame singolo zolfo-zolfo e tre legami zolfo-ossigeno equivalenti.